# Dominikanska republiken i olympiska sommarspelen 1972
Dominikanska republiken deltog i de olympiska sommarspelen 1972 med en trupp bestående av 5 deltagare, men ingen av landets deltagare erövrade någon medalj.